# Antique
Antique — грецький поп-дует, що існував у 1999—2003 роках. У 2001 році музиканти представляли Грецію з композицією «Die For You» на конкурсі Євробачення, де зайняли третє місце. У 2003 році Antique припинила своє існування у зв'язку з тим, що кожен з її учасників вирішив почати сольну кар'єру.

## Альбоми
- 1999 — Mera Me Ti Mera
- 2001 — Die For You
- 2002 — Alli Mia Fora
- 2003 — Me Logia Ellinika
- 2003 — Blue Love

## Сингли
- 1999: «Opa Opa»
- 1999: «Dinata Dinata»
- 2000: «Mera Me Ti Mera»
- 2001: «Die for You»
- 2001: «Ligo Ligo»
- 2002: «Moro Mou»
- 2003: «Follow Me» (Oti Theleis)
- 2003: «Time to Say Goodbye»
- 2003: «List of Lovers»

### Компіляції та Збірники
- 2002 — Antique Dance (Remixes & Videos)
- 2003 — Collector's Edition
- 2004 — Very Best Of
- 2006 — Antique Collection: Hits & Remixes

## Відеокліпи
- 1999: «Opa Opa»
- 1999: «Opa Opa» (International)
- 1999: «Dinata Dinata»
- 2000: «Mera Me Ti Mera»
- 2001: «Die for You»
- 2001: «Follow Me/Oti Theleis» (Greeklish)
- 2001: «Why?»
- 2002: «Moro Mou»
- 2002: «Kainouria Agapi»
- 2002: «Me Logia Ellinika»
- 2003: «Alli Mia Fora»
- 2003: «Follow Me»
- 2003: «My Baby»